# Гемптон-Бейс (Нью-Йорк)
Гемптон-Бейс (англ. Hampton Bays) — переписна місцевість (CDP) в США, в окрузі Саффолк штату Нью-Йорк. Населення — 15 228 осіб (2020).

## Географія
Гемптон-Бейс розташований за координатами 40°52′13″ пн. ш. 72°31′18″ зх. д. / 40.87028° пн. ш. 72.52167° зх. д. (40.870270, -72.521704).  За даними Бюро перепису населення США в 2010 році переписна місцевість мала площу 46,95 км², з яких 33,55 км² — суходіл та 13,40 км² — водойми.

## Демографія
Згідно з переписом 2010 року, у переписній місцевості мешкали 13 603 особи в 5079 домогосподарствах у складі 3246 родин. Густота населення становила 290 осіб/км².  Було 7873 помешкання (168/км²).
Расовий склад населення:
| - 84,3 % — білих - 1,5 % — чорних або афроамериканців - 0,8 % — азіатів - 0,3 % — корінних американців - 0,2 % — вихідців з тихоокеанських островів - 11,3 % — осіб інших рас |

До двох чи більше рас належало 1,7 %. Частка іспаномовних становила 28,6 % від усіх жителів.
За віковим діапазоном населення розподілялося таким чином: 21,6 % — особи молодші 18 років, 63,7 % — особи у віці 18—64 років, 14,7 % — особи у віці 65 років та старші. Медіана віку мешканця становила 39,3 року. На 100 осіб жіночої статі у переписній місцевості припадало 106,0 чоловіків;  на 100 жінок у віці від 18 років та старших — 104,1 чоловіків також старших 18 років.
Середній дохід на одне домашнє господарство  становив 92 577 доларів США (медіана — 75 606), а середній дохід на одну сім'ю — 108 046 доларів (медіана — 86 695). Медіана доходів становила 51 035 доларів для чоловіків та 43 750 доларів для жінок. За межею бідності перебувало 6,6 % осіб, у тому числі 6,6 % дітей у віці до 18 років та 5,3 % осіб у віці 65 років та старших.
Цивільне працевлаштоване населення становило 6475 осіб. Основні галузі зайнятості: освіта, охорона здоров'я та соціальна допомога — 18,1 %, будівництво — 17,5 %, науковці, спеціалісти, менеджери — 13,2 %, роздрібна торгівля — 13,1 %.